# Bertil Green
Per Anders Bertil Green, född 29 november 1925 i Lunds stadsförsamling i Malmöhus län, död 23 juli 1998 i Helsingborgs Maria församling i Skåne län, var en svensk militär.

## Biografi
Green avlade officersexamen vid Krigsskolan 1948 och utnämndes samma år till fänrik i armén, varefter han befordrades till löjtnant vid Södra skånska infanteriregementet 1950 och till kapten vid Skaraborgs regemente 1961. Han tjänstgjorde i Organisationsavdelningen i Arméstaben 1962–1966 och gjorde FN-tjänstgöring på Cypern 1965. År 1966 befordrades han till major och tjänstgjorde vid Göta livgarde 1966–1967, varpå han var chef för Personalavdelningen i Sektion 3 i Arméstaben 1967–1971 med befordran till överstelöjtnant 1968. År 1971  trädde han i tjänst vid Södra skånska regementet för att 1972 befordras till överste, varpå han var chef för regementet 1972–1975. Han var ställföreträdande chef för regementet tillika ställföreträdande befälhavare för Malmö försvarsområde 1976–1978. År 1978 befordrades han till överste av första graden, varpå han åter var chef för Södra skånska regementet 1978–1986 och samtidigt befälhavare för Malmö försvarsområde.